# 麻生潤也
麻生 潤也（あそう じゅんや、1972年3月13日 - ）は、日本の俳優、声優。身長179cm、体重75kg。血液型はO型。
千葉県出身。以前はプロダクション・タンクを経て、希楽星。　現在は(株)オンリーワンダ   http://onlywonda.com に所属。

## 出演

### テレビドラマ

#### NHK
- 山田風太郎 からくり事件帖-警視庁草紙より- 第8話・第9話（最終話）（2001年）
- 春が来た（2002年）
- 柳生十兵衛七番勝負（2005年）
- 炎上弁護人 (2018年)
- ひよっこ2 第2話（2019年）トラック運転手

#### 日本テレビ
- 明日を抱きしめて（2000年）
- リモート 第5話（2002年）
- 神はサイコロを振らない 第2話（2006年）
- マイ☆ボス マイ☆ヒーロー 第3話（2006年）
- 働きマン 第11話（最終回）（2007年）
- ザ・クイズショウ 第2シーズン 第4話（2009年）

#### TBS
- スチュワーデスの恋人（1994年） - ディスパッチャー 役
- ヨイショの男 第11話（最終回）（2002年）
- ウルトラシリーズ
  - ウルトラマンネクサス EPISODE.01（2004年） - 深見分隊長 役
  - ウルトラマンメビウス 第35話（2006年） - GUYS警備兵 役
- 嫌われ松子の一生 第6話（2006年） - るり子の夫 役
- 集団左遷 (2019年)  第6話

#### フジテレビ
- 正しい結婚（1993年）※デビュー作[2]
- 花村大介 第1話（2000年）
- 金曜エンタテイメント / 八つ墓村（2004年）
- 離婚弁護士II〜ハンサムウーマン〜 第11話（最終回）（2005年）
- アンフェア 第5 - 8話（2006年）
- スペシャルドラマ・美ら海からの年賀状（2007年）
- 医龍 -Team Medical Dragon- 3 KARTE:07（2010年） - 産婦人科医・川口 役

#### テレビ朝日
- お前の諭吉が泣いている（2001年）
- 相棒
  - Season 1 第1話（2002年）
  - Season 3 第8話（2004年） - 特殊班員 役
  - Season 10 第10話（2012年） - 警察官 役
- もう許さない（2005年）
- 土曜ワイド劇場 / 法医学教室の事件ファイル 第31作（2010年） - マスコミ 役
- 報道ステーションサンデー がれきのなかのプレーボール (2016年)
- はぐれ刑事純情派 - 巡査 役 ※放送時期不明

#### BS-i
- ケータイ刑事 銭形零 第11話（2004年）

#### WOWOW
- 隠蔽指令 第1話・第2話（2009年）

### バラエティー番組
- とんねるずのみなさんのおかげです 近未来警察072、聖オゲレツ学園
- プロジェクトX〜挑戦者たち〜

### 映画
- 修羅がゆく（1995年）
- OL忠臣蔵（1997年）
- 女帝 SUPER QUEEN（2000年）
- 純愛譜（2000年）
- 東京ゾンビ（2005年）
- TOKYO!（2008年）
- 寄生獣  (2015年)
- レインツリーの国  (2015年)
- カイジ　ファイナルゲーム (2020年)

### Vシネマ
- 女衒商売

### 舞台
- 時の刻印（2009年）
- JUDY（2010年）
- ふーん せらせら
- 瞼の母（忠太郎 役）
- 料亭老松物語 (2014年)劇団芝居屋
- ラバウル食堂 (2015年)劇団芝居屋
- 大安吉日 (2016年)劇団芝居屋
- 出張診療所 (2016年)劇団芝居屋
- ポルカ (2017年) 劇団芝居屋
- バスターミナル (2017年) 劇団芝居屋
- 通る夜 (2018年) 劇団芝居屋

### CM
- アサヒビール
- 大塚食品
- 野村証券

### VP
- アサヒビール
- トヨタ自動車
- パナソニック
- BMW
- ピッキング
- 日本道路公団

### 吹き替え
- ウインドトーカーズ
- S.W.A.T.
- トリプルX
- ミクロキッズ
- ランダウン ロッキング・ザ・アマゾン ※テレビ東京版